# Aéroport international de Hurghada
Pour les articles homonymes, voir HRG.
L'aéroport international de Hurghada (code AITA : HRG ; code OACI : HEGN) Matar Hurghada el Dawlyy est un aéroport international basé à Hurghada, en Égypte.
Il fait partie de la liste des 10 plus grands aéroports africains avec un nombre de passagers annuel qui s'élève à environ 6 millions en 2015. L'essentiel du trafic provient du tourisme, qui est très développé dans cette région de la mer rouge.

## Situation
| \| 100 km1:14 084 000 \| Abou Simbel Taba Sohag Marsa · Alam Louxor Hurghada El-Arich El Nouzha Charm el-Cheikh Le Caire Borg El Arab Assouan Assiout Marsa Matruh |
| 100 km1:14 084 000 |

### Trafic passager
Le graphique qui aurait dû être présenté ici ne peut pas être affiché car il utilise l'ancienne extension Graph, désactivée pour des questions de sécurité. Des indications pour créer un nouveau graphique avec la nouvelle extension Chart sont disponibles ici.

Voir la requête brute et les sources sur Wikidata.

## Compagnies et destinations
| Compagnies                    | Destinations |
| ----------------------------- | --- |
| Air Bucharest                 | En saison Charter : Bucarest-H. Coandă, Cluj-Napoca, Sibiu , Suceava |
| Air Cairo                     | Belgrade-Nikola-Tesla, Le Caire, Katowice-Pyrzowice, Varsovie-Chopin En saison : Bratislava-M. R. Štefánik, Milan-Malpensa, Prague-Václav-Havel, Erevan-Zvarnots En saison Charter : Graz-Thalerhof, Linz-Horsching, Salzbourg-W. A. Mozart" |
| Air Serbia                    | En saison Charter : Belgrade-Nikola-Tesla |
| airBaltic                     | En saison Charter : Riga |
| AlMasria Universal Airlines   | En saison : Le Caire En saison Charter : Belgrade-Nikola-Tesla, Budapest-Ferenc Liszt, Cluj-Napoca, Iași, Oradea, Paris-Charles de Gaulle, Târgu Mureș, Tirana-Mère-Teresa, Varsovie-Chopin, Wrocław-N. Copernic" |
| Aviolet                       | En saison Charter : Belgrade-Nikola-Tesla |
| Austrian Airlines             | Charter : Vienne-Schwechat |
| Belavia                       | Charter : Brest (Biélorussie), Homiel, Hrodna/Grodno (en),, Minsk, Mahiliow/Moguilev (en), Vitebsk (ru) |
| BH Air                        | En saison Charter : Sofia-Vrajdebna |
| Brussels Airlines             | En saison : Bruxelles-National |
| Chair Airlines                | Zurich |
| Condor                        | Düsseldorf, Francfort, Hambourg-H.-Schmidt, Hanovre, Leipzig/Halle, Munich-F. J. Strauß, Stuttgart |
| Corendon Airlines             | - Cologne/Bonn-K. Adenauer, - Düsseldorf, - Hanovre, - Leipzig/Halle, - Munich-F. J. Strauß, - Münster/Osnabrück, - Nuremberg-A. Dürer, - Sarrebruck-Ensheim, - Vienne-Schwechat En saison : - Bâle-Mulhouse , - Berlin-Brandebourg, - Brême, - Dresde, - Erfurt, - Friedrichshafen-Bodensee, - Graz-Thalerhof, - Hambourg-H.-Schmidt, - Linz-Horsching, - Memmingen , - Zurich En saison Charter : Tallinn,, Vilnius, |
| Corendon Dutch Airlines       | Amsterdam, Bruxelles-National En saison : Maastricht-Aix-la-Chapelle |
| Danish Air Transport          | En saison Charter : Copenhague-Kastrup, Stockholm-Arlanda |
| Discover Airlines             | Francfort |
| easyJet                       | Londres-Gatwick En saison : - Amsterdam, - Berlin-Brandebourg, - Bristol, - Londres-Stansted, - Manchester, - Milan-Malpensa, - Nice-Côte d'Azur (débute le 26 octobre 2025) - Naples-Capodichino, - Paris-Charles de Gaulle, - Venise - Marco Polo" |
| easyJet Switzerland           | En saison : Bâle-Mulhouse, Genève-Cointrin |
| Edelweiss Air                 | Zurich |
| EgyptAir                      | Borg El Arab, Le Caire, Charm el-Cheikh |
| Enter Air                     | Charter : Gdańsk-L. Wałęsa, Katowice-Pyrzowice, Poznań (Posnanie)-H. Wieniawski, Varsovie-Chopin, Wrocław-N. Copernic En saison Charter : Birmingham, Londres-Gatwick , Manchester " |
| Eurowings                     | En saison Charter : Berlin-Tegel, Cologne/Bonn-K. Adenauer, Düsseldorf, Hambourg-H.-Schmidt, Hanovre, Salzbourg-W. A. Mozart, Vienne-Schwechat |
| Finnair                       | En saison Charter : Helsinki-Vantaa |
| FlyEgypt                      | Le Caire Charter : - Erfurt, - Linz-Horsching, - Salzbourg-W. A. Mozart En saison Charter : - Bâle-Mulhouse, - Billund, - Nantes-Atlantique, - Cluj-Napoca, - Dresde, - Graz-Thalerhof, - Košice (Cassovie)-Barca, - Memmingen, - Paris-Charles de Gaulle, - Piestany, - Rostock, - Sliac, - Vienne-Schwechat, - Zurich                                                                                                |
| Freebird Airlines Europe      | En saison Charter : Leipzig/Halle |
| GetJet Airlines               | Charter : Vilnius |
| Holiday Europe                | En saison Charter : Berlin-Brandebourg, Cologne/Bonn-K. Adenauer, Düsseldorf, Erfurt, Francfort, Hambourg-H.-Schmidt, Hanovre, Leipzig/Halle, Munich-F. J. Strauß, Münster/Osnabrück, Nuremberg-A. Dürer, Paderborn-Lippstadt, Riga, Sofia-Vrajdebna, Stuttgart, Tallinn, Vilnius |
| Iraqi Airways                 | Charter : Bagdad |
| Jet Time                      | En saison Charter : Billund, Copenhague-Kastrup, Helsinki-Vantaa |
| Level                         | En saison Charter : Vienne-Schwechat |
| Luxair                        | En saison : Luxembourg-Findel |
| Neos                          | En saison : Milan-Malpensa |
| Nesma Airlines                | En saison Charter : Budapest-Ferenc Liszt, Cologne/Bonn-K. Adenauer |
| Nile Air                      | Le Caire |
| Onur Air                      | En saison Charter : Antalya |
| Pegasus Airlines              | Istanbul-S. Gökçen |
| Scandinavian Airlines         | En saison Charter : Copenhague-Kastrup, Oslo-Gardermoen, Stockholm-Arlanda |
| SmartLynx Airlines            | En saison Charter : Riga |
| Smartlynx Airlines Estonia    | En saison Charter : Tallinn |
| SmartWings                    | Prague-Václav-Havel En saison : Brno-Tuřany, Ostrava-L. Janáček" |
| Smartwings Hungary            | En saison Charter : Budapest-Ferenc Liszt |
| Smartwings Poland             | Charter : Katowice-Pyrzowice, Varsovie-Chopin |
| Smartwings Slovakia           | En saison Charter : Bratislava-M. R. Štefánik |
| Sunclass Airlines             | En saison Charter : Copenhague-Kastrup, Göteborg, Helsinki-Vantaa, Oslo-Gardermoen, Stockholm-Arlanda |
| Sundair                       | Dresde En saison : Berlin-Brandebourg, Brême, Cassel " |
| Sunday Airlines               | En saison Charter : Almaty, Noursoultan |
| SunExpress                    | En saison : Lyon-Saint-Exupéry |
| SunExpress Deutschland        | Cologne/Bonn-K. Adenauer, Düsseldorf, Francfort, Hanovre En saison : Leipzig/Halle, Stuttgart |
| Swiss International Air Lines | En saison : Genève-Cointrin |
| Transavia                     | En saison Charter : Eindhoven |
| Transavia France              | En saison : Paris-Orly |
| TUI Airways                   | Birmingham, Bristol, Londres-Gatwick, Manchester En saison : Cardiff-Rhoose, Doncaster Sheffield-Robin Hood, East Midlands , Londres-Stansted, Newcastle " |
| TUI fly Belgium               | Bruxelles-National, Charleroi Bruxelles-Sud, Ostende-Bruges |
| TUIfly                        | Berlin-Tegel, Düsseldorf, Francfort, Hanovre, Karlsruhe/Baden-Baden, Munich-F. J. Strauß, Nuremberg-A. Dürer, Paderborn-Lippstadt, Sarrebruck-Ensheim, Stuttgart |
| TUI fly Netherlands           | Amsterdam, Eindhoven |
| TUIfly Nordic                 | En saison Charter : Göteborg, Stockholm-Arlanda |
| Turkish Airlines              | Istanbul |

Édité le 19/12/2019

## Terminaux
Depuis décembre 2014, le nouveau terminal est opérationnel. Il dispose de 20 quais d'embarquement (notamment pour A380). Le terminal est également doté des plus performants systèmes numériques Voix, Données, Images et Sécurité. Une nouvelle piste d'atterrissage a été aménagée pour pouvoir accueillir l'A380 et toujours plus de passagers (capacité de 10 millions de passagers/an).

## Transports
Des taxis sont repérables facilement à la sortie de l'aéroport mais on note que très souvent les hôtels organisent le transport jusqu'à la destination où on a réservé son propre voyage.
Il y a également la possibilité de louer des voitures.